# Коберг (полуостров)
Коберг (англ. Cobourg Peninsula) — полуостров в Австралии. Полуостров расположен в 350 км к востоку от Дарвина в Северной территории. Площадь полуострова составляет 2100 км², а население — от 20 до 30 человек.

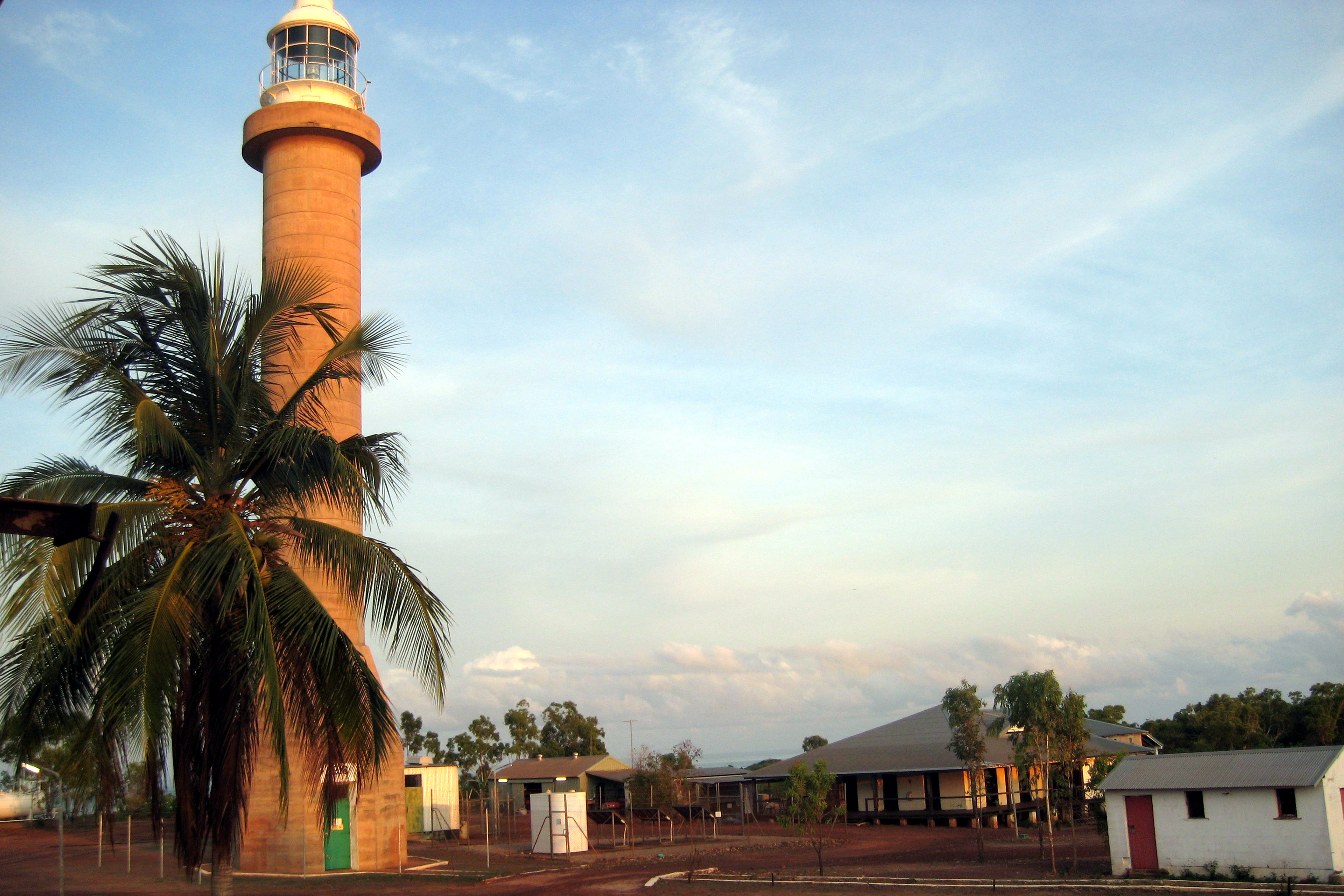
Кейп-Дон-Лайт на западном побережье полуострова

Полуостров отделён от острова Крокер на востоке проливом Боуэн, ширина которого на юге составляет 2,5 км и расширяется до 7 км на севере; длина пролива — 8,5 км. На западе пролив Дандас отделяет полуостров от острова Мелвилл. Расстояние между ними составляет 28 км. На севере полуострова — Арафурское море, на юге — залив Ван-Димен. Наивысшая точка — холм Роу высотой 160 м.
Ближайшее поселение — Миньиланг на острове Крокер.

## Известность
Весь полуостров находится на территории национального парка Карик-Кунак-Балу. Среди туристов полуостров известен своей девственной природой: он является домом для великого разнообразия морской жизни и огромных стад бантенгов. Полуостров также знаменит культурой австралийских аборигенов.
На северном побережье расположены остатки двух поселений: Форт-Веллингтон в бухте Рэффлз и Форт-Виктория в Порт-Эссингтон.